# Zygmunt Bohdanowski
Zygmunt Bohdanowski, ps. „Bohdan”, „Bończa” (ur. 30 października 1893 w Dyneburgu, zm. 11 października 1943 w KL Auschwitz) – major artylerii Wojska Polskiego, kawaler Orderu Virtuti Militari

## Życiorys
Urodził się 30 października 1893 w rodzinie Stanisława (wyższy oficer armii rosyjskiej, poległym w czasie wojny rosyjsko-japońskiej w 1905) i Zofii ze Sztarków. Uczył się w Kijowie od 1905 w Korpusie Kadetów w którymi w 1912 otrzymał świadectwo dojrzałości. Student na Wydziale Budowy Maszyn Politechniki w Rydze, gdzie należał do Korporacji Akademickiej Welecja. 
Służył w armii rosyjskiej od września 1916, w której awansował na stopień chorążego. Od października 1917 oficer 1, a później 3 Brygady Artylerii I Korpusu Polskiego w Rosji. Dostał się dwa razy do niewoli radzieckiej, ale dwukrotnie z niej uciekł. W lipcu 1918 został zdemobilizowany, a następnie powrócił do kraju.
W Wojsku Polskim służył od listopada 1918, początkowo w 1. baterii 8 pułku artylerii polowej w Rembertowie, a od połowy tego miesiąca w 5. baterii, która została wydzielona ze składu pułku i później nazywana „odrębną baterią”. 23 grudnia 1918 został formalnie przyjęty do Wojska Polskiego z byłych Korpusów Wschodnich i byłej armii rosyjskiej, z zatwierdzeniem posiadanego stopnia podporucznika. 5 stycznia 1919 wyjechał z baterią na „Odsiecz Lwowa”, a następnie wziął udział w obronie miasta.
Od czerwca 1919 w 5 dywizjonie artylerii konnej. Początkowo był w nim dowódcą plutonu, od października 1919 I oficerem baterii, a następnie od lutego 1921 dowódcą baterii. W miesiącach kwiecień – październik 1923 w Szkole Strzelań Artylerii w Toruniu ukończył kurs dowódców dywizjonów. W maju 1924 został przeniesiony do 12 dywizjonu artylerii konnej w Ostrołęce na stanowisko pełniącego obowiązki kwatermistrza. 1 grudnia 1924 został mianowany majorem ze starszeństwem z 15 sierpnia 1924 i 71. lokatą w korpusie oficerów artylerii. Po awansie został zatwierdzony na stanowisku kwatermistrza. W listopadzie 1927 został przeniesiony do 9 pułku artylerii polowej w Białej Podlaskiej na stanowisko dowódcy I dywizjonu, a z dniem 1 sierpnia 1929 przeniesiony do 21 pułku artylerii polowej w Białej na stanowisko dowódcy dywizjonu. W sierpniu 1935 został przeniesiony na stanowisko rejonowego inspektora koni. Na tym stanowisku pozostawał do 1939. W czasie kampanii wrześniowej był szefem sztabu Grupy gen. Wacława Przeździeckiego.
Od października 1939 w Warszawie w konspiracji, gdzie był współorganizatorem Tajnej Armii Polskiej i od początku 1940 dowódcą II batalionu (Warszawa–Śródmieście). Od marca 1940 komendant Okręgu Warszawa-Miasto TAP pod pseudonimem „Bohdan”. W styczniu 1941 po utworzeniu Konfederacji Zbrojnej pozostał komendantem Okręgu Warszawa-Miasto. 9 września 1941 został aresztowany na rogu ul. Marszałkowskiej i Koszykowej, a następnie więziony na Pawiaku. Pracował tam w tzw. dużych warsztatach. 17 kwietnia 1942 wywieziony do obozu koncentracyjnego Auschwitz, gdzie włączył się do działalności konspiracyjnej. Przewidywany był na dowódcę utworzonego przez por. Witolda Pileckiego Związku Organizacji Wojskowej gdyby wybuchły walki w obozie. Na Pawiaku i w Auschwitz występował pod nazwiskiem Zygmunt Bończa. 11 października 1943 został rozstrzelany pod ścianą śmierci bloku XI wraz z 54 więźniami, oskarżony o spisek wojskowy w obozie .

## Ordery i odznaczenia
- Krzyż Srebrny Orderu Virtuti Militari nr 3087 (1921)[18]
- Krzyż Walecznych (1920)[19]
- Złoty Krzyż Zasługi (10 listopada 1938)[20][21]
- Medal Niepodległości (9 listopada 1932)[22][23]
- Odznaka Pamiątkowa Więźniów Ideowych[24]
- Medal Zwycięstwa[19]